# 2019 TK5
 (octobre 2019).
2019 TK5 est une planète mineure du système solaire, plus précisément un astéroïde Apollon. Son orbite a un demi-grand axe de 1,03 unité astronomique, tout juste supérieur à celui de la Terre.  Son excentricité, de 0,20, fait qu'il ne s'approche d'aucune autre planète. Son inclinaison est faible, seulement 1,3 degré.